# André Rossignol
André Émile Henri Rossignol, född 9 augusti 1890 i Paris, död där 5 december 1960, var en fransk racerförare.
Rossignol körde de fyra första Le Mans-loppen, 1923 till 1926, för Lorraine-Dietrich. Han vann loppet två år i rad, 1925 och 1926.